# Templo romano de Vic

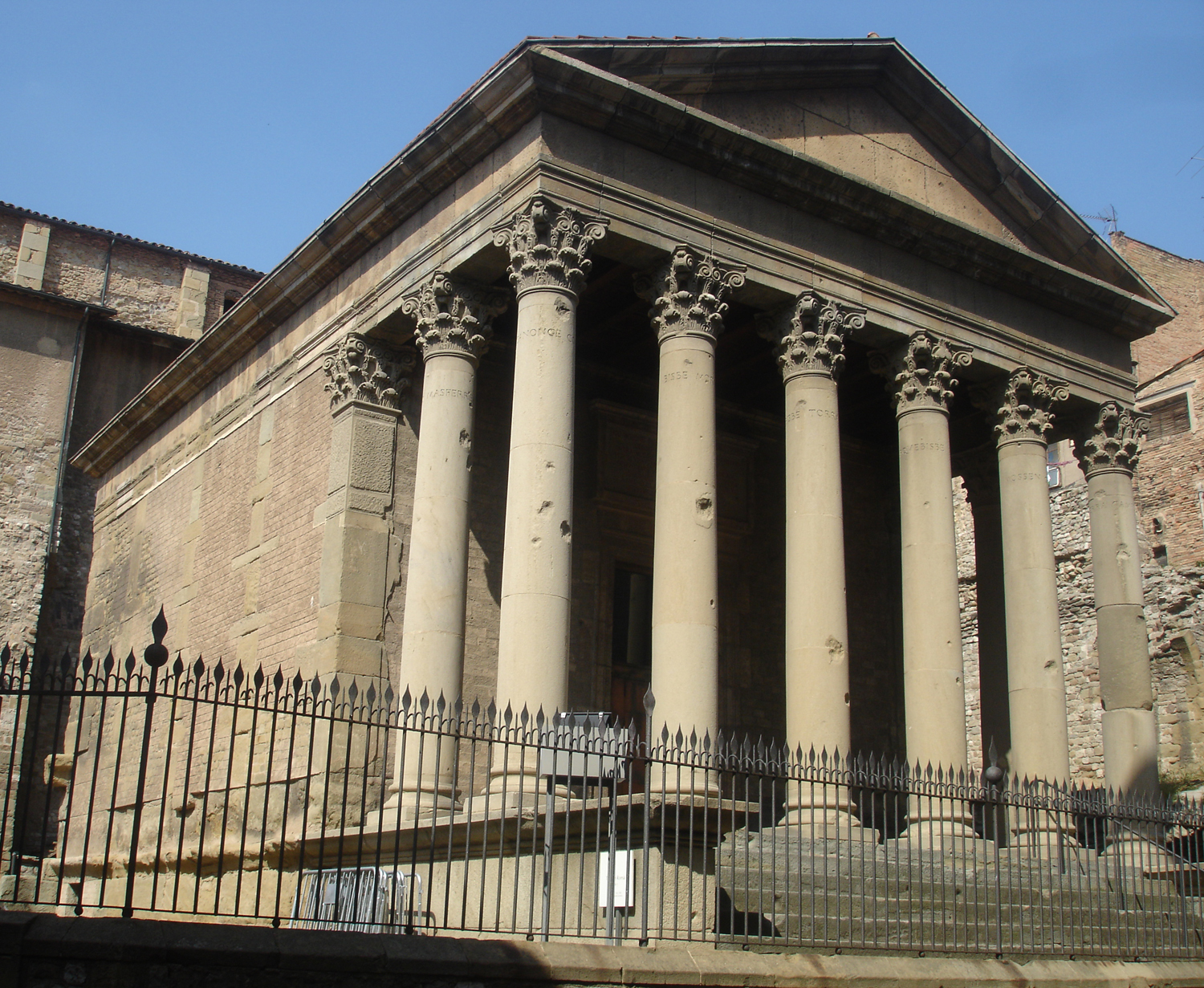
Vista do templo romano de Vic.

O Templo romano de Vic está situado na zona alta da cidade, no centro de Osona, Catalunha (Espanha).